# Petru Leucă
Petru Leucă (* 19. Juli 1990 in Chișinău, Moldauische SSR, Sowjetunion) ist ein moldauisch-rumänischer Fußballspieler.

## Karriere

### Verein
Petru Leucă stand von 2008 bis 2012 beim moldauischen Erstligisten FC Academia Chișinău in seiner Geburtsstadt Chișinău unter Vertrag. Von Chișinău wurde er vom 1. Juli 2011 bis 30. Juni 2012 an den ukrainischen Verein FK Oleksandrija ausgeliehen. Von Juli 2012 bis Mitte Juli 2017 stand er bei den moldauischen Erstligisten FC Iskra-Stali Rîbnița, FC Milsami, FC Dacia Chișinău und dem FC Ungheni unter Vertrag. Am 12. Juli 2017 wechselte er nach Litauen. Hier schloss er sich bis Ende Oktober 2017 dem Erstligisten FK Jonava an. Für den Verein aus Jonava bestritt er ein Erstligaspiel. Am 25. Oktober 2017 kehrte er in seine Heimat zurück. Hier nahm ihn der Erstligist Petrocub Hîncești aus Hîncești bis Ende Januar 2018 unter Vertrag. Am 31. Januar 2018 wechselte er nach Kuwait zum Khaitan SC. Von Mitte September 2018 bis 31. Dezember 2018 stand er für den griechischen Verein Diagoras Rhodos auf dem Spielfeld. Von Januar 2019 bis August 2019 war er vertrags- und vereinslos. Der omanische Verein Sohar Club, dem italienischen AC Vigasio und dem indischen TRAU FC kehrte er im August 2020 wieder in seine Heimat zurück. In Tiraspol unterschrieb er einen Vertrag beim Erstligisten Dinamo-Auto Tiraspol. Für Tiraspol bestritt er fünf Erstligaspiele. Nach einem halben Jahr ging er wieder nach Asien, wo er am 18. Februar 2021 einen Vertrag beim kambodschanischen Erstligisten Nagaworld FC in Phnom Penh unterschrieb. Nach 17 Erstligaspielen wurde sein Vertrag am Jahresende nicht verlängert. Von Januar 2022 bis Juli 2022 war er wieder vertrags- und vereinslos. Der thailändische Zweitligist Samut Prakan City FC verpflichtete ihn Anfang August 2022. Nach 13 Ligaspielen für den Verein aus Samut Prakan wurde sein Vertrag im Dezember 2022 nicht verlängert. Im Februar 2023 unterschrieb er in seiner Heimat einen Vertrag bei Zimbru Chișinău. Für den Erstligisten aus Chișinău bestritt er sechs Ligaspiele. Im Oktober zog es ihn nach Italien, wo er für die unterklassigen Verein Pro Novara 2021, ASD Akragas 2018 und Santegidiese 1948 spielte.

### Nationalmannschaft
Petru Leucă spielte 2012 zweimal für die moldauische U21-Nationalmannschaft. Sein Länderspieldebüt für die moldauische A-Nationalmannschaft gab er am 14. Februar 2015 in einem Freundschaftsspiel gegen Rumänien.